# Ennearthron filum
Ennearthron filum es una especie de coleóptero de la familia Ciidae.

## Distribución geográfica
Habita en Europa Central, Armenia.